# Allium calabrum
Allium calabrum — вид рослин з родини амарилісових (Amaryllidaceae); ендемік Італії.

## Поширення
Ендемік для центрально-південних Апеннін (Абруццо, Базиліката і Калабрія), Італії. Зростає на гірських і високогірних кам'янистих луках на вапняках.

## Загрози й охорона
На вид можуть вплинути зміни природного середовища в деяких місцевостях на нижній висоті.
Вид зростає в національних парках Pollino, Gran Sasso-Monti della Laga, Appennino Lucano - Val d'Agri - Lagonegrese.